# Bee Gees Perfect Series
A Bee Gees Perfect Series című lemez a Bee Gees Japánban kiadott dupla LP-s válogatáslemeze.

## Az album dalai
1. Mr. Natural (Barry és Maurice Gibb) – 3:48
2. Wouldn't It be Someone (Barry, Robin és Maurice Gibb) – 5:39
3. Run to Me (Barry, Robin és Maurice Gibb) – 3:04
4. Alive (Barry és Maurice Gibb) – 4:01
5. My World (Barry és Robin Gibb) – 4:18
6. How Can You Mend a Broken Heart (Barry és Robin Gibb) – 3:56
7. Melody Fair (Barry, Robin és Maurice Gibb) – 3:47
8. Lonely Day (Barry Gibb) – 3:44
9. In the Morning (Barry Gibb) – 3:52
10. Don't Forget to Remember (Barry és Maurice Gibb) – 3:27
11. Tomorrow Tomorrow (Barry és Maurice Gibb) – 4:05
12. I.O.I.O. (Barry, Robin és Maurice Gibb) – 2:50
13. I Started a Joke (Barry, Robin és Maurice Gibb) – 3:06
14. First of May (Barry, Robin és Maurice Gibb) – 2:47
15. I've gotta Get a Message to You (Barry, Robin és Maurice Gibb) – 3:06
16. Jumbo (Barry, Robin és Maurice Gibb) – 2:08
17. Words (Barry, Robin és Maurice Gibb) – 3:17
18. World (Barry, Robin és Maurice Gibb) – 3:13
19. Massachusetts (Barry, Robin és Maurice Gibb) – 2:22
20. Holiday (Barry és Robin Gibb) – 2:52
21. To Love Somebody  (Barry és Robin Gibb) – 2:59
22. New York Mining Disaster 1941  (Barry és Robin Gibb) – 2:08
23. Spicks and Specks (Barry Gibb) – 2:56
24. Three Kisses of Love (Barry Gibb) – 1:48

## Közreműködők
- Bee Gees